# Otto Beseler
Otto Beseler (* 12. Mai 1841 in Schleswig; † 20. Juli 1915 in Braunschweig) war ein deutscher Landwirt und Pflanzenzüchter. Für seine erfolgreichen Getreidezüchtungen wurde er auf nationalen und internationalen Ausstellungen mit höchsten Preisen ausgezeichnet.

## Leben und Wirken
Otto Beseler, Sohn des Politikers Wilhelm Beseler und damit Nachfahre der Glockengießerfamilie Beseler, besuchte von 1851 bis 1857 das Gymnasium in Braunschweig, absolvierte anschließend eine landwirtschaftliche Lehrzeit in Suderode (Harz) und studierte von 1861 bis 1862 Landwirtschaft an der Akademie in Poppelsdorf. Danach erwarb er sich landwirtschaftliche Berufserfahrung auf mehreren Gutsbetrieben. Ab 1865 bewirtschaftete er das Klostergut Anderbeck bei Halberstadt, zunächst als Verwalter, seit 1869 als Pächter. Nach seiner Teilnahme am Deutsch-Französischen Krieg 1870/71 begann er in Anderbeck mit  Züchtungsarbeiten an Getreide. 1887 gab er die Pacht auf und übernahm ein Mandat als Abgeordneter im Preußischen Abgeordnetenhaus.
Von 1890 bis 1908 war Beseler Pächter des Klostergutes Weende bei Göttingen. Er entwickelte die Pachtung zu einem vorbildlichen Muster- und Demonstrationsbetrieb und pflegte von Anfang an enge Kontakte mit dem Landwirtschaftlichen Institut der Universität Göttingen. Über seine praktischen Erfahrungen als Acker- und Pflanzenbauer hat er zahlreiche Beiträge veröffentlicht. Hervorzuheben ist seine Abhandlung Der Kampf gegen das Unkraut (1896), eine umfassende Dokumentation über die Methoden der Unkrautbekämpfung im Landbau um die Jahrhundertwende.
Berühmt wurde Beseler jedoch vor allem durch seine Getreidezüchtungen. Aufbauend auf seine Züchtungsarbeiten in Anderbeck gehörte er alsbald zu den Pionieren der rationellen Pflanzenzüchtung in Deutschland. Den größten Erfolg hatte er bei der Züchtung von Weizen- und Hafersorten. Weite Verbreitung im In- und Ausland fanden der Beseler Dickkopfweizen und der Beseler Hafer. Insgesamt fünfmal wurde er für die Züchtung dieser Sorten mit der großen Silbernen Preismünze der Deutschen Landwirtschafts-Gesellschaft, also dem ersten Preis, ausgezeichnet. Auf der Weltausstellung in Paris 1900 erhielt für seine Verdienste als Getreidezüchter den Grand Prix.
Von 1888 bis 1911 war Beseler Vorsitzender der Saatzuchtabteilung der Deutschen Landwirtschafts-Gesellschaft. 1902 wurde ihm der Titel Landesökonomierat verliehen.

## Publikationen (Auswahl)
- Unter welchen Umständen und in welchem Umfange ist Strohausfuhr aus einem Landwirtschaftsbetriebe statthaft mit Rücksicht auf die Erhaltung der Ertragsfähigkeit des Bodens. In: Landwirtschaftliche Jahrbücher Bd. 24, 1895, S. 435–443.
- Der Kampf gegen das Unkraut. In: Arbeiten der Deutschen Landwirtschafts-Gesellschaft H. 17, 1896, S. 189–215.
- Das Lehrlingswesen in der Landwirtschaft. In: Jahrbuch der Deutschen Landwirtschafts-Gesellschaft Bd. 16, 1901, S. 17–24.
- Erfahrungen in der Getreidezüchtung. In: Jahrbuch der Deutschen Landwirtschafts-Gesellschaft Bd. 24, 1909, S. 189–196.
- Landwirtschaftliche Pflanzenzüchtung in den letzten 25 Jahren. In: Jahrbuch der Deutschen Landwirtschafts-Gesellschaft Bd. 26, 1911, S. 89–101.